# ابوالحسن محمد بیهقی
ابوالحسن محمد بن شعیب عجلی نیشابوری بیهقی (درگذشته ۳۲۴ هجری قمری) فقیه شافعی در خراسان اهل بیهق بود. در نیشابور نزد ابوبکر بن خزیمه و محمد بن ابراهیم بوشنجی و در بغداد نزد محمد بن جریر طبری و احمد بن عمر بن سریج تعلیم دید. ابوالفضل بلعمی، وزیر سامانی، از او خواست قاضی چاچ یا ری شود ولی بیهقی نپذیرفت. ابوالولید حسان نیشابوری و ابو سهل محمد بن سلیمان صعلوکی از شاگردانش بودند.